# Streap
Streap är ett berg i Storbritannien.   Det ligger i kommunen Highland och riksdelen Skottland, i den nordvästra delen av landet, 700 km nordväst om huvudstaden London. Toppen på Streap är 909 meter över havet, eller 427 meter över den omgivande terrängen. Bredden vid basen är 5,4 km.
Terrängen runt Streap är huvudsakligen kuperad. Trakten runt Streap är nära nog obefolkad, med mindre än två invånare per kvadratkilometer. Närmaste större samhälle är Fort William, 19,9 km sydost om Streap. I omgivningarna runt Streap växer i huvudsak blandskog.